# تشن يبينغ
تشن يى بينغ (بالصينية: 陈一冰) (Chen Yibing) هو لاعب أولمبي لرياضة الجمباز من الصين. شارك في الأولمبياد الصيفي في 2008–2012، وفاز بما مجموعه 4 ميداليات.

## الميداليات
| ذهب | فضة | برونز | المجموع |
| 3   | 1   | 0     | 4       |

## روابط خارجية
- تشن يبينغ على موقع الاتحاد الدولي للجمباز (licence) (الإنجليزية)
- تشن يبينغ على موقع الاتحاد الدولي للجمباز (biography) (الإنجليزية)
- تشن يبينغ على موقع أوليمبيديا (الإنجليزية)